# A Garota da Moto
A Garota da Moto é uma série de televisão brasileira produzida pela Mixer e exibida pelo SBT de 13 de julho de 2016 a 9 de abril de 2019. Na primeira temporada teve a co-produção também da Fox Networks Group Brasil. Escrita por David França Mendes, tem direção de Marcelo Cordeiro e Julia Jordão e direção geral de João Daniel Tikhomiroff.
Contou com Christiana Ubach, Daniela Escobar, Murilo Grossi, Fernanda Viacava, Martha Nowill, Thiago Freitas, Felipe Montanari e Enzo Barone nos papeis principais.

## Produção

### Antecedentes
A primeira menção do projeto foi feita pela Ancine em 2013. O SBT começou a produção com a escolha da protagonista em agosto de 2014. Estava programada para estrear em 2015, mas devido ao atraso na liberação do orçamento, que ocorreu em janeiro de 2015, foi adiada para 2016. O custo de produção foi de 2.5 milhões de reais (de 10 milhões disponíveis) pagos com investimentos públicos e privados – Ancine e Fundo Setorial do Audiovisual.

### Gravações
As gravações foram iniciadas em agosto de 2015, com Christiana Ubach, Daniela Escobar e Sacha Bali confirmados no elenco. As filmagens ocorreram ao longo de doze horas diárias de gravações, terminadas em fevereiro de 2016. Para gravar algumas cenas, parte do elenco teve aulas de Kung fu. Christiana Ubach teve que aprender a pilotar moto para as gravações de sua personagem. Devido à falta de tempo, Ubach teve que usar dublê na maioria das cenas.
Os produtores da telessérie revelaram que a ideia inicial é transmitir A Garota da Moto para o público de 18 a 35 anos.

### Segunda temporada
Em uma entrevista feita em 2015, foi perguntado a Christiana Ubach se haveria previsão para produção da segunda temporada, ela respondeu que havia a possibilidade. Em 11 de julho, Daniela Escobar em entrevista a Daniel Castro, disse que a segunda temporada estaria prevista para ir ao ar em março de 2017.  Em 16 de agosto de 2016, foi confirmada que a telessérie teria uma segunda temporada..Em março de 2017, a Fox termina a parceria após a mesma decidir não ser mais a parceira alegando reposicionamento do canal pago e o SBT adiou para 2018 o lançamento da mesma. A segunda temporada teve sua estréia em 6 de março de 2019 e foi até 9 de abril de 2019.

## Enredo
Joana (Christiana Ubach) é uma moça honesta e batalhadora, que trabalha como motogirl em um mundo majoritariamente masculino para sustentar o filho de oito anos, Nico (Enzo Barone). Ela é perseguida por Bernarda (Daniela Escobar), uma milionária que vê na motoqueira uma ameaça à sua fortuna, uma vez que acredita que seu falecido marido teve um caso com ela. Ameaçada, Joana foge para São Paulo e vai trabalhar na empresa de entregas Motópolis junto com os motoboys Mickey (Fábio Nassar), Juliano (Dudu Sá), Tulio (Thiago Freitas) e Marley (Felipe Montanari) – os dois últimos logo se apaixonam por ela – além do subgerente Bactéria (Thiago Amaral), que tenta gerir o local da melhor forma, embora ninguém o respeite.
Ainda há o pai da moça, Rei (Murilo Grossi), dono do bar Botecão (durante a primeira temporada) e que vive dividido entre os romances com Valéria (Fernanda Viacava) e Pâmela (Martha Nowill). Apesar de acreditar que fugiu dos fantasmas do passado, Joana passa a ser novamente perseguida por Bernarda, que agora conta com ajuda do ex-professor de artes marciais da motoqueira, Dinho (Sacha Bali), que se une com ela em troca de dinheiro. Já na segunda temporada surge Alex (Erom Cordeiro), irmão de Dinho que está decidido a vingar sua prisão – a qual atribui o fato à Joana – e a mau-caráter Naomi (Ana Flávia Cavalcantti).

## Exibição
Em março de 2016, o Jornal Estadão informou que a estreia ocorreria entre abril e junho. Mais tarde passou a ser informado, inclusive nos comerciais do SBT, que a estreia só ocorreria no início de julho. Em maio, Andreh Gomez do site Observatório da Televisão criticou a forma como o SBT divulga os comerciais do seriado em excesso e utilizando "chamadas bem completas" faltando dois meses para estreia.[carece de fontes?] Daniela Escobar foi diretamente de Los Angeles para o auditório do SBT em Osasco, apenas para fazer a coletiva de imprensa em 28 de junho de 2016.
Daniela Escobar e Christiana Ubach foram as convidadas do The Noite com Danilo Gentili de 11 de julho, como uma forma de divulgação da estreia da série no SBT. Em maio, o SBT divulgou que seria exibido um episódio por semana logo após o Programa do Ratinho, no início da madrugada. Em junho, ao fazer um plano comercial para o mercado publicitário, o SBT informou que a estreia poderia ocorrer no dia 4 de julho às 21h30, de segunda a sexta, não confirmando se a transmissão estaria entre Cúmplices de um Resgate e Carrossel. A estréia oficial da 1ª temporada ocorreu em 13 de julho de 2016, sendo exibida de segunda a sexta, no horário das 22h, recebendo a Classificação Indicativa de "Inadequada para menores de 10 anos".
A estréia de sua 2.ª temporada ocorreu em 6 de março de 2019, exibida de segunda a sexta, no horário das 22h. A série foi reclassificada nesta 2ª temporada como "Inadequada para menores de 12 anos".
Atualmente a série encontra-se disponível no serviço de streaming Amazon Prime Video.

## Temporadas
| Temporada | Temporada | Episódios | Exibição original    | Exibição original    |
| Temporada | Temporada | Episódios | Estreia da temporada | Final da temporada   |
| --------- | --------- | --------- | -------------------- | -------------------- |
|           | 1         | 26        | 13 de julho de 2016  | 17 de agosto de 2016 |
|           | 2         | 25        | 6 de março de 2019   | 9 de abril de 2019   |

## Elenco

### Principal
| Christiana Ubach      | Joana Souza (Jô)                                                                   |   |       |
| Daniela Escobar       | Bernarda Salles de Albuquerque                                                     |   |       |
| Murilo Grossi         | Reinaldo Souza (Rei)                                                               |   |       |
| Fernanda Viacava      | Valéria Salém (Val)                                                                |   |       |
| Martha Nowill         | Pâmela Moreira (Pam)                                                               |   |       |
| Thiago Freitas        | Túlio                                                                              |   |       |
| Felipe Montanari      | Marley                                                                             |   |       |
| Enzo Barone           | Nicolas Souza Salles de Albuquerque (Nico)                                         |   |       |
| Thiago Amaral         | Bactéria                                                                           |   |       |
| Fábio Nassar          | Mickey                                                                             |   |       |
| Fernando Rocha        | Ivan Rodrigues Siqueira                                                            |   |       |
| Agnes Zuliani         | Maria Aparecida Gomes Stompanato (Cida) Laura Duarte (Dona Laura) Germana / Denise |   | part. |
| Gilda Nomacce         | Liége Bandeira                                                                     |   |       |
| Luana Tanaka          | Fang                                                                               |   |       |
| Sacha Bali            | Bernardo Silva (Dinho)                                                             |   | —     |
| Dudu Sá               | Juliano                                                                            |   | —     |
| Erom Cordeiro         | Alexandre Silva                                                                    | — |       |
| Ana Flávia Cavalcanti | Naomi Sampaio de Almeida Suellen Vieira da Silva                                   | — |       |
| Willians Mezzacapa    | Rafael (Rafa)                                                                      | — |       |

### Recorrente
| Leonardo Netto    | Dr. Miguel Castro Mendes  |   | — |
| Fábio Yoshihara   | Embaixador Amaury de Lima |   | — |
| Kiko Marques      | Marcelo Santos            |   | — |
| Mateus Muniz      | André Nascimento (Dé)     |   | — |
| Adriano Petermann | Clodoaldo Cicatriz (Cica) | — |   |
| Adriana Lessa     | Delegada Diana Ferreira   | — |   |
| Carlos Morelli    | Pateta                    | — |   |
| Luigi Kenzo       | Tsu                       | — |   |
| Giovanna Velasco  | Lu                        | — |   |

### Participações especiais
| Intérprete        | Personagem                               |
| ----------------- | ---------------------------------------- |
| Tatsu Carvalho    | Eduardo Salles de Albuquerque (Duda)     |
| Rita Batata       | Cacá                                     |
| Sabrina Greve     | Nininha                                  |
| Arthur Kohl       | Bira                                     |
| Claudionor Cruz   | Nô                                       |
| Flávio Faustinoni | Tião Acelera                             |
| Gabriela Rabelo   | Dona Dayse                               |
| Johnnas Oliva     | Jeferson                                 |
| Kiko Vianello     | Dr. Cláudio                              |
| Leandro Medeiros  | Cabo Ferreira                            |
| Lino Camilo       | Leônidas                                 |
| Márcia Henrique   | Dalva                                    |
| Maristela Chelala | Madame Zacarelli                         |
| Maurício Ludewig  | Zeca                                     |
| Ricardo Monastero | Pablo Gomes / Diego Gomes                |
| Roberto Áudio     | Douglas                                  |
| Rodrigo Ferrarini | Gustavo Torres                           |
| Tony Lee          | Sima Yan                                 |
| Zédú Neves        | Ricardo                                  |
| Alexandre Tigano  | Maromba                                  |
| Shirley Cruz      | Érika                                    |
| Andrea Dupré      | Shirley Moreno                           |
| Magali Biff       | Néia                                     |
| Júlio Oliveira    | Laércio                                  |
| Giulia Nadruz     | Charlene                                 |
| Roberto Pirillo   | Maurício Salles de Albuquerque (Maurice) |

## Recepção

### Audiência
O episódio final da primeira temporada alcançou 14 pontos e picos de 15, com share de 20% e alcançando a vice-liderança. Esta temporada teve uma média geral de 11,1 pontos.

### Crítica
Helder Vendramini, do site NaTelinha, chamou a série de "promissora" e apresentou uma série de falhas contidas no primeiro capítulo.
Leonardo Azzali, em revisão para o RD1, disse que "A Garota da Moto tem vários elementos de uma novela, inclusive, a característica comum de enrolar o público. Porém, o mais bizarro é a narração. Entre uma sequência e outra, a protagonista e a vilã olham para a câmera e explicam a história, os sentimentos das personagens e fazem comentários até constrangedores."
Raphael Scire, do Notícias da TV, achou que por "bater de frente com o principal produto da televisão brasileira, a novela das nove da Globo, Velho Chico (...) era de se esperar uma atração de qualidade, capaz de concorrer de igual para igual com o folhetim de Benedito Ruy Barbosa. Mas a ousadia da série para por aí (...) A série peca por ser rasa demais. Em um roteiro calcado basicamente no didatismo, nada envolvente, falta espaço para aprofundar as personagens. O que sobra é uma profusão de clichês: os motoboys caricatos, o maniqueísmo vilã x mocinha, núcleo de humor bobinho. Características que fazem com que a série se pareça com novela ruim dos anos 1990. (...) vale mais pela movimentação do mercado audiovisual do que pela narrativa. Não apresenta nada novo. Nesse ponto, até as novelas bíblicas da Record fazem melhor. A série é ruim mesmo." Patrícia Kogut, do jornal O Globo, disse que A Garota da Moto tem "mais pretensão do que qualidade (...) não é de todo ruim, mas está longe de ser boa."

## Prêmios e indicações
| Ano  | Prêmio                    | Categoria    | Indicação                                     | Resultado | Ref.   |
| ---- | ------------------------- | ------------ | --------------------------------------------- | --------- | ------ |
| 2016 | Prêmio Extra de Televisão | Melhor Série | David França Mendes e João Daniel Tikhomiroff | Indicado  | [ 30 ] |
| 2016 | Troféu APCA               | Melhor Série | David França Mendes e João Daniel Tikhomiroff | Indicado  | [ 31 ] |